# Gewone bronzweefvlieg
De gewone bronzweefvlieg (Sphegina clunipes) is een vliegensoort uit de familie van de zweefvliegen (Syrphidae). De wetenschappelijke naam van de soort is voor het eerst geldig gepubliceerd in 1816 door Fallen.